# Marisa Gerez
Marisa Gerez (3 de novembro de 1976) é uma futebolista argentina que atua como defensora.

## Carreira
Marisa Gerez integrou o elenco da Seleção Argentina de Futebol Feminino, nas Olimpíadas de 2008. 